# Eva Herzog
Pour les articles homonymes, voir Herzog.
Eva Herzog, née le 25 décembre 1961 à Bâle (originaire du même lieu), est une personnalité politique suisse, membre du Parti socialiste. 
Elle est membre du gouvernement du canton de Bâle-Ville de février 2005 à janvier 2020 et députée dudit canton au Conseil des États depuis décembre 2019.

## Biographie
Eva Herzog naît le 25 décembre 1961 à Bâle, dont elle est également originaire. Elle grandit dans la campagne bâloise.
Elle suit sa scolarité à Pratteln et Muttenz et obtient une maturité gymnasiale de type latin-anglais en 1980, puis fait une brève formation en agriculture en hiver 1980-1981. Elle étudie ensuite l'histoire, l'économie et l'espagnol aux universités de Bâle et Saint-Jacques-de-Compostelle ; elle obtient sa licence en 1988, suivie en 1995 d'un doctorat avec une thèse sur l'histoire de la gymnastique féminine dans le canton de Bâle-Campagne.
Elle vit à Bâle, dans le quartier de Neubad, en concubinage avec Thomas Müller, journaliste scientifique puis collaborateur de la radio suisse alémanique DRS,, et leurs deux enfants,.

## Parcours professionnel et associatif
Après avoir obtenu sa licence, elle devient membre de la direction de l'association Dritte Welt Läden (Les Boutiques du Tiers-monde) de la région de Bâle en 1989 et travaille de 1990 à 1994 comme collaboratrice scientifique à la Forschungsstelle Baselbieter Geschichte (recherche historique de la région bâloise), puis exerce un an la fonction de coordinatrice de l'association bâloise Frauenstadtrundgang (visites guidées de la ville pour les femmes). De 1995 à 1999, elle fait partie du comité et de la direction de l'association Kulturwerkstatt Kaserne à Bâle. Après avoir dirigé pendant un an les services administratifs et techniques (back office) de l'agence d'architecture Herzog & de Meuron puis travaillé comme organisatrice indépendante d'événements culturels en 2000, elle occupe le poste d'assistante de recherche au vice-rectorat de l'Université de Bâle de 2001 à 2004.

## Parcours politique
De 1999 à 2003, Eva Herzog est membre de l'assemblée constituante du canton de Bâle-Ville et y préside la commission des finances. De 2001 à 2005, elle siège comme députée au parlement cantonal et à sa commission de l'éducation et de la culture ; elle préside le groupe socialiste durant l'année 2004-2005,.
En 2005, elle remplace Ueli Vischer au gouvernement cantonal de Bâle-Ville et prend la direction du département des finances. Elle est notamment réélue en 2012 avec le meilleur résultat de l'ensemble des candidats. Ses plus grands succès sont d'avoir assaini la situation financière de la caisse de pensions cantonale et d'avoir fait passer une baisse d'impôts, tant pour les entreprises que pour les particuliers, alliée à une hausse des allocations familiales et de l'imposition des dividendes.
Le 16 août 2010, elle annonce sa candidature au Conseil fédéral afin de succéder à Moritz Leuenberger. Sa candidature n'est toutefois pas retenue par le groupe socialiste de l'Assemblée fédérale, qui lui préfère Simonetta Sommaruga et Jacqueline Fehr.
Elle est élue au Conseil des États pour le canton de Bâle-Ville en 2019. Elle y siège à la Commission de l'économie et des redevances (CER), à la Commission des finances (CdF), à la Commission de la science, de l'éducation et de la culture (CSEC) et à la Commission des transports et des télécommunications (CTT) jusqu'en novembre 2021. Elle est l'initiatrice d'une réunion de l'ensemble des femmes membres du Conseil des États à chaque session parlementaire, au cours de laquelle les sujets touchant particulièrement les femmes sont discutés.
Le 10 novembre 2022, elle se porte candidate à la succession de Simonetta Sommaruga au Conseil fédéral. Elle est  retenue sur le ticket officiel de son parti le 26 novembre 2022, aux côtés d'Élisabeth Baume-Schneider, mais n'est pas élue : réunie le 7 décembre 2022, l'Assemblée fédérale lui préfère sa concurrente jurassienne, qui s'impose au troisième tour par 123 voix contre 116 (et 6 pour Daniel Jositsch).
Elle est réélue au premier tour le 22 octobre 2023, avec le meilleur résultat de l'histoire du canton.

### Positionnement politique
Elle est qualifiée de socialiste pragmatique, voire de libérale sur les questions économiques. Elle soutient ainsi résolument la troisième réforme de l'imposition des entreprises que son parti combat avec succès par référendum en 2017.